# Stosunek żyromagnetyczny
Stosunek magnetogiryczny elektronu – wielkość fizyczna określająca stosunek orbitalnego lub spinowego momentu pędu elektronu do jego momentu magnetycznego.
Elektron w atomie w przybliżeniu porusza się po pewnej orbicie kołowej. Z ruchem tym związany jest pewien orbitalny moment pędu. Jednocześnie elektron posiada spinowy moment pędu.
Ponieważ elektron jest obdarzony ładunkiem elektrycznym, więc obydwie te wielkości powodują powstawanie momentu magnetycznego elektronu.
Stosunek orbitalnego momentu pędu do orbitalnego momentu magnetycznego określa się jako:
{\displaystyle \gamma _{e}={\frac {\mu _{e}^{orb}}{m_{l}^{orb}}}={\frac {\sqrt {l(l+1)}}{{\sqrt {l(l+1)}}\hbar }}{\frac {e\hbar }{2m_{e}}}=1{\frac {e}{2m_{e}}}=g_{e}^{orb}{\frac {e}{2m_{e}}}}
natomiast stosunek spinowego momentu pędu do spinowego momentu magnetycznego (czynnik ten jest zwany czynnikiem Landego i jego pochodzenia nie da się wytłumaczyć na gruncie nierelatywistycznej mechaniki kwantowej):
{\displaystyle \gamma _{e}={\frac {\mu _{e}^{spin}}{m_{s}^{spin}}}=2{\frac {\sqrt {s(s+1)}}{{\sqrt {s(s+1)}}\hbar }}{\frac {e\hbar }{2m_{e}}}=2{\frac {e}{2m_{e}}}=g_{e}^{spin}{\frac {e}{2m_{e}}}}